# Verträge von Erharting
Durch die beiden Verträge von Erharting von 1254 und 1275 wurden die zwischen den bayerischen Herzögen und dem Erzbistum Salzburg bestehenden Konflikte um Gebiets- und Herrschaftsansprüche im Gebiet von Wald an der Alz und der Grafschaft Lebenau gelöst. Dabei konnte zwischen den Herzögen Heinrich und Ludwig auf der einen Seite und Philipp von Spanheim und dem Erzbistum Salzburg auf der anderen Seite nach jahrelangen Verhandlungen ein Kompromiss über Hoheitsrechte und Wirtschaftsinteressen geschlossen werden, der bis zum Ende des Heiligen Römischen Reiches 1806 nachwirkte.

## Vertragspartner
1254 schloss der damalige Elekt des Erzstiftes Salzburg Philipp von Spanheim mit den bayerischen Herzögen Heinrich und Ludwig den ersten Vertrag von Erharting. 1257 wurde Philipp vom Salzburger Domkapitel abgesetzt und musste nach einigem Hin und Her 1267 endgültig auf Salzburg verzichten. 1269 wurde er zum Patriarchen von Aquileia gewählt, konnte sich aber auch hier nicht durchsetzen. Um nun wenigstens seine Grafenrechte im bayerisch-salzburgischen Raum zu sichern, schloss er im Jahre 1275 den zweiten Vertrag von Erharting mit den bayerischen Herzögen.

## Ergebnis
Die Herrschaftsrechte beider Fürstentümer verliefen nach den beiden Verträgen von Erharting nun ohne Rücksicht auf Lehensbeziehungen entlang der Alz; die östlich gelegenen Gebiete wurden an das Salzburger Erzbistum abgetreten, die westlich davon liegenden kamen an das Herzogtum Bayern. Die angrenzende Grafschaft Lebenau war nach dem ohne Erben verstorbenen letzten Grafen von Lebenau Bernhard († 17. April 1229) bereits von Herzog Ludwig I. dem Erzbischof Eberhard II. von Salzburg zugestanden worden. Der Salzburger Elekt Philipp von Spanheim sicherte sich 1254 die Grafschaftsrechte in der Grafschaft Lebenau und im Chiemgau. Die Grafschaft Lebenau machte das Gebiet des späteren Pfleggerichts Tittmoning aus. Den Salzburger Erzbischöfen gelang es aber in der Folgezeit nicht, das Gebiet dieser Comitia in Tittmaning auf das Gebiet östlich der Salzach und nördlich der Moosach, z. B. in Richtung des Weilhartsforstes, zu erweitern, da die Gerichtsinhaber, die Herren von Franking und von Rohr, ihre dortigen Rechte an den bayerischen Herzog verkauften. Das Gericht Wildshut, Sitz des Landgerichts im Weilhart, kam so an den bayerischen Herzog und blieb bis zum Frieden von Teschen 1779 bayerisch. Ebenso musste Philipp von Spanheim im ersten Vertrag von Erharting auf die Lehen um den Chiemsee verzichten.
An die Grafschaft Lebenau grenzte im Süden das Gebiet der Grafen von Plain an. 1249 war mit Luitpod die Hauptlinie der Grafen von Plain ausgestorben und die Besitzrechte mussten neu geregelt werden. Die letzten Plainer, die Gebrüder Otto und Konrad, hatten die Lehen außerhalb des Gebirges an Bayern verpfändet. Nach deren Tod (1260, beide sind gefallen in der Schlacht gegen die Ungarn bei Staatz an der Laa) fiel dieser Pfandbesitz, der vor allem das Gericht Plain und Raschenberg umfasste, wieder an das Erzbistum zurück. 1275 verzichtete der Herzog im zweiten Vertrag von Erharting endgültig auf die Güter der Grafen von Plain, da diese extra limites nostros seines Landes seien. Das Gericht Wald (der alte Zeidlergau) wurde aber nach dem 1275 geschlossenen zweiten Vertrag von Erharting den Wittelsbachern zugesprochen.
Für das Erzbistum Salzburg war damit – und durch den zusätzlichen Erwerb der beiden Grafschaften im Oberpinzgau und im Unterpinzgau im Jahre 1228 durch Erzbischof Eberhard II. sowie der Grafschaft im Lungau – die Voraussetzung für die landesrechtliche Loslösung von dem Herzogtum Bayern und die Anerkennung als eigenständiges Territorium geschaffen. 1325 wird in Salzburg erstmals ein Landeshauptmann genannt, 1327 treten die Landstände zusammen und 1328 wird die erste Landesordnung erlassen.